# Agrotis psammophila
Agrotis psammophila là một loài bướm đêm trong họ Noctuidae.